# Gottfried-Schwab-Denkmal
Das Gottfried-Schwab-Denkmal ist ein Denkmal in Darmstadt. 

## Geschichte und Beschreibung
Das Gottfried-Schwab-Denkmal erinnert an den Dichter Gottfried Schwab. Im Jahre 1905 wurde das von dem Bildhauer Ludwig Habich geschaffene Denkmal eingeweiht.
Im Zentrum der U-förmigen Denkmalanlage steht eine lebensgroße bronzene Jünglingsfigur mit erhobenen Armen und aufwärts gerichtetem Blick im antiken Gebetsgestus. Der Sockel des Denkmals trägt auf der Vorderseite ein Bronzeportrait des Dichters. Auf der Rückseite des Sockels befindet sich ein in den Stein gehauenes medaillonartiges Relief. In die Seitenflächen des Denkmalsockels wurden Gedichte von Schwab eingraviert.
Eine niedrig angelegte, halbrunde Bank umschließt die Nische zum ansteigenden Hang der Mathildenhöhe hin. Die Wangen der Bank tragen je ein Bronzerelief. Das Relief auf der linken Seite zeigt ein nordisches Drachenboot. Das Relief auf der rechten Seite zeigt ein Pferd.

## Denkmalschutz
Als ein bedeutendes Zeugnis für das reife Werk des Bildhauers Ludwig Habich in seiner Darmstädter Zeit ist die Denkmalanlage ein Kulturdenkmal.